# Parapontoparta subcaerulea
Parapontoparta subcaerulea är en kräftdjursart som beskrevs av Dietmar Keyser 1975. Parapontoparta subcaerulea ingår i släktet Parapontoparta och familjen Candonidae. Inga underarter finns listade i Catalogue of Life.